# Giovan Pietro Vieusseux
Pour les articles homonymes, voir Vieusseux.
Giovan Pietro Vieusseux né à Oneglia, dans l'actuelle Ligurie, en 1779 et mort à Florence en 1863 est un écrivain et éditeur italien d’origine genevoise, issu d'une famille huguenote de Saint-Antonin-Noble-Val.

## Biographie
S’étant établi à Florence après avoir voyagé pour affaires pendant des années, Giovan Pietro Vieusseux consacra le reste de sa vie aux études littéraires. Il fonda en 1820 le Cabinet Vieusseux, une bibliothèque qui initialement avait pour vocation d’être un centre de diffusion et de lecture de livres et périodiques.
Sans être lui-même écrivain, Vieusseux a joué un rôle important dans la littérature du fait de ses relations épistolaires avec les principaux intellectuels de son époque. Il fut l’éditeur de L’Antologia, un périodique d’informations littéraires et politiques fondé en 1821.

## Curiosités
- Le lycée scientifique d’Imperia porte son nom.
- L’homme politique Giovanni Spadolini a récupéré son héritage littéraire en s’engageant à continuer la publication de l’Antologia (devenue la Nuova Antologia) et en créant une fondation destinée à poursuivre cette œuvre après sa mort, la Fondazione Spadolini Nuova Antologia.

## Œuvres
- (it) Delle condizioni del commercio librario in Italia e del desiderio di una fiera libraria e per incidenza della proprieta letteraria e dell'unione doganale, (Des conditions du commerce du livre en Italie, de l'opportunité d'une foire du livre et de son incidence sur la propriété littéraire et sur l'Union douanière). Firenze, 1844.

## Correspondance
- (it) Carteggio, Gino Capponi. Gian Pietro Vieusseux, en 3 volumes (1821-1833), (1834-1859), (1851-1863), Firenze, Fondazione Spadolini-Nuova antologia, Le Monnier, 1994-1996:
- Giovanni Pietro Vieusseux et Salvatore Viale, Le Dialogue des élites : correspondance, 1829-1847, éd. par Marco Cini ; notes trad. de l'italien par Jean Chiorboli, préface de Jacques Thiers, Ajaccio, Albiana, 1999.